# Andrew Williams
Pour les articles homonymes, voir Williams et Andy Williams.
Andrew « Andy » Williams est un joueur et entraineur de football jamaïcain né le 23 septembre 1977 à Toronto au Canada. Il est entraîneur-adjoint du Real Salt Lake en MLS.
International jamaïcain de 1997 à 2008, cet ailier droit évolue durant l'essentiel de sa carrière en MLS. Il est le 10e meilleur passeur de l'histoire de la ligue. Avec la Jamaïque, il dispute la Coupe du monde 1998 en France.

## Biographie
Après des études aux États-Unis et avoir joué en NCAA, Andrew Williams rejoint le championnat jamaïcain.

## Palmarès
- Coupe MLS en 2009 avec le Real Salt Lake
- MLS Supporters' Shield en 2003
- US Open Cup en 2003
- Coupe caribéenne des nations en 2005 et en 2008